# Alfred Bohnagen
Alfred Bohnagen (auch: C. Alfred Bohnagen, Carl Alfred Bohnagen; * 9. April 1877 in Hoym; † nach 1941) war ein deutscher Handwerker, Journalist und Schriftsteller.

## Leben
Alfred Bohnagen war der Sohn eines Schuhmachers. Nach dem Besuch der Volksschule absolvierte er eine Lehre als Drechsler; später erweiterte er seine Fertigkeiten durch Besuch von Fachschulen in Leipzig und Kassel auf das Gebiet der Metallbearbeitung aus. Er war als Drechsler und Bildhauer u. a. in Österreich, Frankreich und England tätig und unternahm ausgedehnte Wanderungen, die ihn bis nach Spanien, Italien und auf den Balkan führten. Ab 1895 lieferte Alfred Bohnagen Beiträge für die Fachpresse; ab 1909 veröffentlichte er Fachbücher über verschiedene Gebiete des Bauhandwerks. Von 1926 bis 1928 war er Herausgeber der Zeitschrift „Ratgeber für das Kunststein- und Stuckgewerbe“. Bohnagen, der seit 1901 verheiratet war, lebte mit seiner Frau und fünf Kindern in Leipzig.
Alfred Bohnagen war seit dem Ersten Weltkrieg neben seiner Tätigkeit als Fachautor auch Verfasser einer Reihe von Romanen und Erzählungen.

## Werke
- Der Kunststein, Leipzig 1909
- Die Mosaik- und Granitoidplatten-Fabrikation, Leipzig 1912
- Die Fabrikation der Rahmen und Goldleisten, Leipzig 1914
- Der Stukkateur und Gipser, Leipzig 1914
- Der Terrazzo und die Terrazzo-Mosaik, Leipzig 1914
- Hausmann's Kinder, Werdau i. Sa. 1916
- Das Amtsblatt, Werdau 1919
- Brienus der Erste, Werdau i. Sa. 1919
- Handel und Gewerbe, Werdau 1919
- Die schöne Glöcknerin, Werdau 1919
- Was ist Politik?, Werdau 1920
- Pharisäer, Leipzig 1921
- Propaganda, Leipzig 1925
- Kilian Krafft, Leipzig 1929
- Philipp Jordanus Sohn, Werdau 1934
- Die Schmiede am Brink, Werdau 1934
- Zur Silbernen Gans, Leipzig 1936
- Thede Brüggemann, Leipzig 1937
- Die Fenner-Chronik, Hannover 1938
- Die Karpfenmühle, Leipzig 1939

## Herausgeberschaft
- Front und Heimat, Werdau 1918